# L'Anse-au-Clair
L'Anse-au-Clair est un village de Terre-Neuve-et-Labrador au Canada, située au sud du Labrador, c'est-à-dire dans la partie continentale de la province. Le village est situé le long de la route 510, à environ 3 km de la frontière entre le Québec et Terre-Neuve-et-Labrador. Il a été fondé au début du XVIIIe siècle par des colons français.

## Géographie
Le village est situé à environ 5 kilomètres de la localité de Blanc-Sablon situé au Québec. L'Anse-au-Clair longe la côte du golfe du Saint-Laurent et du détroit de Belle-Isle.
Le village comptait 216 habitants en 2016.

## Histoire
Le village a été fondé au début du XVIIIe siècle par des colons français sous le nom de "Saint-Clair".
Au cours du XIXe siècle, des pêcheurs originaire des îles anglo-normandes, notamment de l'île de Jersey, vinrent s'établir dans l'Anse au Cotard situé entre le village et la frontière québécoise. Il subsiste aujourd'hui les fondations des habitations des Jersiais.